# Jusef Erabi
Jusef Erabi (Stoccolma, 8 giugno 2003) è un calciatore svedese, attaccante dell'Hammarby.

## Biografia
Suo padre, Wahid, è un ex calciatore che in passato ha fatto parte della nazionale dell'Afghanistan.

## Carriera

### Club
Lo sviluppo giovanile di Erabi passa per più club dell'area di Stoccolma, tra cui Rågsveds IF, Stuvsta IF, Älvsjö AIK, Hammarby e IF Stockholms Fotbollsakademi.
Proprio l'Hammarby, nel corso della stagione 2020, lo gira in prestito nella terza serie nazionale al Frej, che all'epoca era una società satellite dei biancoverdi. In quella esperienza, che è stata la prima da lui trascorsa in un campionato senior, segna 2 reti in 7 partite.
L'anno seguente, con il Frej si nel frattempo si era trasformato nell'Hammarby Talang FF ovvero la squadra riserve dell'Hammarby anche in questo caso militante in terza serie, Erabi viene schierato in gran parte delle partite della Ettan 2021, chiudendo con 5 reti in 21 incontri. Oltre alle partite con la squadra riserve, Erabi ha modo di debuttare in prima squadra il 22 luglio 2021, nella partita di Conference League vinta per 3-1 contro il Maribor. Allsvenskan Colleziona anche le prime due presenze in carriera nella massima serie nazionale.
Nel 2022 gioca nuovamente gran parte delle partite in terza serie con la squadra riserve, mettendosi in luce con 11 gol in 25 incontri. Disputa però anche altre gare (7) nel campionato di Allsvenskan con la prima squadra. Il 10 agosto 2022 prolunga con i biancoverdi fino al dicembre 2024.
A partire dalla stagione 2023 fa parte solo della prima squadra. Durante il precampionato, nel derby contro l'AIK del 13 marzo 2023 valido per i quarti di finale di Coppa di Svezia, una sua rete all'inizio del secondo tempo decide la partita, permettendo all'Hammarby di approdare in semifinale. Il 9 giugno 2023, nel match interno di campionato contro il Brommapojkarna valido per la dodicesima giornata, segna il suo primo gol in Allsvenskan regalando i tre punti alla sua squadra al minuto 90+4’. Il 3 agosto 2023, in occasione della sfida di ritorno del secondo turno di Conference League 2023-2024, Erabi sigla invece il suo primo gol in campo europeo, con la rete che porta ai supplementari la partita contro gli olandesi del Twente, i quali hanno poi però la meglio.

### Nazionale
Ha giocato nelle nazionali giovanili svedesi Under-19 ed Under-21.

## Statistiche

### Presenze e reti nei club
Statistiche aggiornate al 25 agosto 2023.
| Stagione            | Club                | Campionato          | Campionato | Campionato | Coppe nazionali | Coppe nazionali | Coppe nazionali | Coppe continentali | Coppe continentali | Coppe continentali | Supercoppe | Supercoppe | Supercoppe | Totale | Totale |
| Stagione            | Club                | Comp                | Pres       | Reti       | Comp            | Pres            | Reti            | Comp               | Pres               | Reti               | Comp       | Pres       | Reti       | Pres   | Reti   |
| ------------------- | ------------------- | ------------------- | ---------- | ---------- | --------------- | --------------- | --------------- | ------------------ | ------------------ | ------------------ | ---------- | ---------- | ---------- | ------ | ------ |
| ott.-nov. 2020      | Frej                | ET                  | 7          | 2          | -               | -               | -               | -                  | -                  | -                  | -          | -          | -          | 7      | 2      |
| 2021                | Hammarby TFF        | ET                  | 21         | 5          | -               | -               | -               | -                  | -                  | -                  | -          | -          | -          | 21     | 5      |
| 2022                | Hammarby TFF        | ET                  | 25         | 11         | -               | -               | -               | -                  | -                  | -                  | -          | -          | -          | 25     | 11     |
| Totale Hammarby TFF | Totale Hammarby TFF | Totale Hammarby TFF | 46         | 11         |                 | -               | -               |                    | -                  | -                  |            | -          | -          | 46     | 11     |
| 2021                | Hammarby            | A                   | 2          | 0          | CS              | 0               | 0               | UECL               | 2                  | 0                  | -          | -          | -          | 4      | 0      |
| 2022                | Hammarby            | A                   | 7          | 0          | CS              | 4               | 0               | -                  | -                  | -                  | -          | -          | -          | 11     | 0      |
| 2023                | Hammarby            | A                   | 18         | 3          | CS              | 6               | 4               | UECL               | 2                  | 1                  | -          | -          | -          | 26     | 8      |
| Totale Hammarby     | Totale Hammarby     | Totale Hammarby     | 27         | 3          |                 | 10              | 4               |                    | 4                  | 1                  |            | -          | -          | 41     | 8      |
| Totale carriera     | Totale carriera     | Totale carriera     | 80         | 21         |                 | 10              | 4               |                    | 4                  | 1                  |            | -          | -          | 94     | 26     |

## Palmarès

### Club

#### Competizioni nazionali
- Coppa di Svezia: 1

Hammarby: 2020-2021